# Arkadij Chmielewski
Arkadij Silwiestrowicz Chmielewski, Arkadź Silwiestrawicz Chmialeuski (ros. Аркадий Сильвестрович Хмелевский, biał. Аркадзь Сільвестравіч Хмялеўскі, ur. 3 lutego 1921 w Asiejeuce, zm. 15 stycznia 1987 w Mińsku) – radziecki wojskowy, major, Bohater Związku Radzieckiego (1945).

## Życiorys
Urodził się w białoruskiej rodzinie chłopskiej. Ukończył technikum prawnicze w Mińsku, później pracował w Miejskim Oddziale NKWD w Grodnie. 24 lipca 1940 został powołany do Armii Czerwonej, od 23 czerwca 1941 uczestniczył w wojnie z Niemcami, walczył kolejno na Froncie Zachodnim, Briańskim, Centralnym i 1 Białoruskim. Szczególnie wyróżnił się podczas operacji sandomiersko-śląskiej na terytorium Polski w styczniu 1945 jako dowódca 1 batalionu piechoty 4 gwardyjskiego pułku piechoty 6 Gwardyjskiej Dywizji Piechoty 13 Armii w stopniu kapitana. 12 stycznia 1945 wraz ze swoim batalionem przerwał trzy linie fortyfikacji wroga na wschód od Kielc i zniszczył ponad 10 czołgów i dział samobieżnych oraz ponad sto samochodów, zadając wrogowi duże straty w ludziach (wg oficjalnych danych ponad 200 zabitych). W nocy na 27 stycznia 1945 sforsował Odrę w rejonie Ścinawy, rozszerzając przyczółek, zdobywając wiele miejscowości na lewym brzegu i likwidując (wg oficjalnych danych) ponad 350 żołnierzy i oficerów wroga. W 1947 ukończył wyższą oficerską szkołę wojsk pancernych w Leningradzie, w 1947 został zwolniony do rezerwy w stopniu majora.

## Odznaczenia
- Złota Gwiazda Bohatera Związku Radzieckiego (10 kwietnia 1945)
- Order Lenina (10 kwietnia 1945)
- Order Wojny Ojczyźnianej I klasy (11 marca 1985)
- Order Wojny Ojczyźnianej II klasy (5 sierpnia 1944)
- Order Czerwonej Gwiazdy (18 lutego 1944)
- Medal za Odwagę (21 sierpnia 1943)

I inne.